# Иероглифические сказки
«Иероглифические сказки» (англ. Hieroglyphic tales) — сборник английского писателя Горация (Хораса) Уолпола, напечатанный автором в 1785 году ограниченным тиражом и получивший известность только в XX веке.

## История издания
Составившие сборник сказки были написаны в 1766—1772 годах, но издавать их Уолпол не спешил. «В моём письменном столе есть странные вещи, даже более дикие, чем „Замок Отранто“, — сообщал он в письме в 1779 году, — но написаны они… не в приступе подагры и — чем бы они ни казались — не в припадке умоисступления».
В 1785 году Уолпол напечатал «Сказки» в своей домашней типографии в количестве 6 экземпляров. «…Это всего лишь причудливая безделица, написанная главным образом для частного развлечения, и для частной же забавы отпечатано всего полдюжины экземпляров», — пишет он в «Заключении» к сборнику. До XX века это издание «Сказок» оставалось единственным.
В 1926 году книга была напечатана небольшим тиражом в Англии.
В 1982 году, также небольшим тиражом, сборник напечатало издательство Университета Калифорнии (факсимиле оригинального издания 1785 года, с включением в виде приложения сказки «Птичье гнездо», предназначенной Уолполом для сборника, но не вошедшей в прижизненное издание).
Начиная с 1993 года сборник несколько раз переиздавался более массовыми тиражами.

## Художественные особенности
В кратком «Заключении» к сборнику Уолпол называет свои сказки попыткой «разнообразить избитый и затасканный род рассказов и романов, кои, хотя и сработаны изобретательно, почти всегда лишены воображения».
Жанр произведений, составивших сборник, — волшебная сказка. Однако короткие (по несколько страниц каждая) сказки Уолпола имеют множество особенностей, отличающих их от других примеров этого жанра.
Прежде всего, сказки Уолпола наполнены юмором — часто гротескным, тяготяющем к чёрному. Одним из основных средств создания комического эффекта служит здесь абсурд.
«Шах Бахам всегда хорошо понимал только абсурдные и совершенно неправдоподобные вещи», — гласит эпиграф к сборнику, и кажется, что Уолпол задался целью написать книгу, соответствующую вкусам упомянутого шаха. Сказки Уолпола переполнены абсурдом всех сортов: разнообразными невозможностями, нелепостями, парадоксами, нарушениями причинно-следственных связей, анахронизмами, сюрреалистическими образами.
Сказки наполнены абсурдом как предметным — таким как «козьи яйца, белки коих так замечательно сводят веснушки» («Новая забава из арабских ночей»), так и чисто словесным, — вроде упоминания знаменитого оратора Киллиноракила, «имя которого до нас, к сожалению, не дошло» («Персик в бренди»). «Он усыпал сказки невозможными вещами… оставив читателя разгадывать запутанные отношения между языком, повествованием и реальностью», — пишет Т. Кристенсен.
Абсурдность пронизывает не только детали сказок, но и повествование в целом. Стройная фабула и причинная связь между событиями часто отсутствуют, и сюжет сказки зачастую представляется цепью случайных, не связанных друг с другом происшествий. Уолпол разрушает последовательность, направленность повествования — «в результате возникло повествование, приводящее в восторг и смущение своей непредсказуемостью и отсутствием явного центра. Уолпол создал экзистенциальный нарратив, примечательный для своего времени, существующий просто для того, чтобы быть, а не отсылать к чему-либо».
Несмотря на сильную сатирическую струю, то и дело обнаруживающую себя в «Сказках» (и обращённую в том числе против Римской церкви), сатира также не служит здесь основной направляющей силой. Это отличает фантастику Уолпола, например, от Свифта.
При этом авторский слог никогда не теряет спокойной обстоятельности, контрастируя своим изяществом и трезвостью с безудержной нелепостью и фантастичностью происходящего. «Подобным же образом его недоброе, подчас неприятное остроумие контрастировало с притворной наивностью сказочного повествования, создавая необычайно богатый текст, полный цвета и фактуры».
Итак, волшебная сказка, гротескная фантазия, абсурд, юмор (часто чёрный) и сатира — вот основные ингредиенты «Сказок» Уолпола.
Все эти особенности позволяют сегодня относить «Иероглифические сказки» Уолпола к литературе абсурда, а их автора — к предшественникам сюрреализма.

## Состав сборника
«Иероглифические сказки» были, несомненно, написаны незадолго до сотворения мира и с тех пор сохранялись в устных преданиях гор Крампкраггири, необитаемого острова, доселе не открытого.
— из «Вступления»
Сборник состоит из «Вступления», шести сказок (семи — считая «Птичье гнездо», не вошедшее в прижизненное издание) и «Заключения»:
- Вступление
- Новая забава из арабских ночей
- Царь и три его дочери
- Стаканчик для костей. Волшебная сказка
- Персик в бренди. Милезское сказание
- Ми Ли. Китайская сказка
- История истинной любви
- Птичье гнездо
- Заключение

## Издания
- Уолпол Х. Иероглифические сказки / Пер. с англ. В. Кондратьева, Е. Ракитиной. [Тверь]: Митин Журнал, Kolonna Publications, 2005. 144 с. Тираж 1000 экз. ISBN 5-98144-072-4